# فراشة بنتيلا الاستوائية
بنتيلا تروبيكاليس أو بنتيلا استوائية أو البرتقالة المرقطة، هي فراشة من عائلة النحاسيات. توجد في شرق أفريقيا.
عرض جناحيها 29-38 مم للذكور و 34-44 مم للإناث. لدى النوع الفرعي الاستوائي جيلين في السنة مع البالغين في الجناح في أكتوبر ونوفمبر ومن يناير إلى أبريل. النوع الفرعي المغزلي لديه حاضنات مستمرة من نوفمبر إلى أبريل. 
تتغذى اليرقات على أنواع البكتيريا الزرقاء.

## نوع فرعي
- الاستوائية (كوازولو ناتال، زولولاند، موزمبيق، زيمبابوي، زامبيا، ملاوي)
- شايلو (جنوب شرق كينيا)
- المغزلية (غابات الأراضي المنخفضة النهرية المحمية من مقاطعة ليمبوبو الشرقية والشمال)
- موباساي (الغابات الساحلية في شرق كينيا وشرق تنزانيا)